# Paralastor flaviceps
Paralastor flaviceps är en stekelart som först beskrevs av Henri Saussure 1856.  Paralastor flaviceps ingår i släktet Paralastor och familjen Eumenidae. Inga underarter finns listade i Catalogue of Life.